# Csurgai Attila
Csurgai (Csurgay) Attila (Budapest, 1953. november 24. –) magyar zenész (dob, ütőhangszerek).

## Pályafutása
Autodidakta módon elég korán kezdte zenei pályafutását, 12 évesen zenekarban dobolt, és Dandó Péter basszusgitárossal bontogatták szárnyaikat az Arthur együttesben. Első komolyabb zenekara 1970-ben a Ferm együttes volt, mely a fiatalos lendülete miatt népszerű együttesnek számított. A Kárpátia, Jam és a Juventus együttesekben Tátrai Tiborral muzsikált együtt, és próbálgatta a zenei stílusokat.
17 és fél éves volt, amikor Csomós Péter (ex Hungáriás) meghívására 1971-ben a Pápai Faragó László vezette Juventus együttesben elkészítette első rádió- és lemezfelvételét. Az itt elkezdett komoly szakmai munkának köszönhetően pályája hosszú évtizedekig ívelt fölfelé.
Elnyerték az 1972-es Táncdalfesztivál I. díját Kovács Kati Add már, uram, az esőt! című számával. Számtalan rádió- és lemezfelvételt készítettek együtt itthon és külföldön. Ebben az időszakban a jam session korszakát élvén zenéltek együtt Orszáczky Jackie-vel, aki meghatározó egyénisége volt a magyar jazz-rocknak. Így történt, hogy a Syrius hajón Jackie vezetésével, Tátrai Tiborral trióban Frank Zappa-feldolgozásokat játszottak nagy sikerrel.
1973-ban Sipos Péternek köszönhetően a Fenyő Miklós vezette Hungária együttessel és Kovács Katival több külföldi turnén vett részt (Szovjetunió, NDK), valamint az NDK-ban az Amiga lemezcégnél LP-t és a berlini rádióban felvételeket készített.
A 70-es években az Atlantis (74 nyara), Óceán (alapító tagjaként), Tolcsvay Béla együttese, majd a Scarabeus (ex Syrius) és Kormorán együttesek következtek. A Juventus együttesnek több átalakulását élte meg 1975 és 1977 között.
1980-tól sessionzenészként különböző produkciókban vett részt. Így lett két évig az Illés-együttes utolsó formációjának a tagja, és a Főnix együttesben is dolgozott, akikkel Zoránt és Koncz Zsuzsát kísérték.
1981-től Tolcsvay László zenekarában játszott, ahol Koncz Zsuzsa turnéin és lemezfelvételein dobolt.
1981-1985 között a Várkonyi Mátyás vezette Rock Színház tagja. Vele készült a Sztárcsinálók, Farkasok, Krónikás és a Bábjátékos musical. A Várkonyi Mátyás – Miklós Tibor: Farkasok című rockfantázia (Rock Színház, 1983) a Helsinkiben megrendezett Variation Varity fesztiválra készült, ahonnan az előadás minden lehetséges díjat elhozott, és a zene a következő évi New York-i zenés tévéfilmek fesztiváldíját is elnyerte.
Más színházi kapcsolata is volt, 1985 és 1990 között dolgozott Novák Jánossal (zeneszerző, színházigazgató – filmzenék, stúdiómunkák – Radnóti Színház), Mikó Istvánnal (színművész, színházigazgató, Sopron) több darabban, valamint a Thália színházban a Rémségek kicsiny boltja című darabban.
Évekig párhuzamosan az Apostol együttes, Koós János, Szűcs Judith és Delhusa Gjon lemezein és koncertjein dobolt.
1986-ban a B&O zenekarban játszott, amelyben az MTV Tutti-Frutti című műsorának állandó dobosa.
1987-ben Tolcsvay László Magyar Miséjét mutatták be a Margitszigeten. További musicalek: Doctor Herz, Mária Evangéliuma, Isten pénze.
1987-ben Zorán fölkérte, hogy hozzon létre egy kísérő zenekart, melynek 12 éven keresztül megbízott vezetője lesz, akikkel számtalan belföldi és külföldi turnén, Budapest Sportcsarnok-beli koncerten és tévéfelvételen vett részt. Ezzel a formációval zenélt először Presser Gáborral.
Presser Gábor önálló estjein és filmzenéiben is szerepelt. 
Szörényi Levente Innin és Dumuzi című művét is ő dobolta, melyet a Főnix stúdióban vettek fel, és 1989-ben az Erkel Színházban mutattak be.
Chris De Burgh együttesével filmzenei felvételen működött közre.
1998-ban az MTV 4-es stúdiójában Tolcsvay László élő koncertjét vették fel.
Az 1999-es sportarénai T. Monográf lemezbemutató-koncertet is megörökítette az MTV.
1999-től a Pannonia Express tagjaként külföldi munkákban vett részt.
2005-ben Csiszár Péterrel megalakította a Headline Bandet, melynek zenekarvezetője.
Együttesével 2006, 2007, 2008-ban felléptek a Művészetek Palotájában több nagy sztárral, mint: Kovács Kati, Csepregi Éva, Anita, Lerch István és Kiki. Külföldön több skandináv turnén vett részt.
Több mint 600 zenei felvételt készített hanghordozóra ez idáig.

## Diszkográfia

### Nagylemezek
- Kovács Kati – NDK lemez (Amiga, 8 55 359, 1973)[1]
- Hungária – NDK Amiga felvételek (Amiga, 4 55 991, 1973-1974)
- Koncz Zsuzsa – Menet Rend (Pepita, SLPX 17672, 1981)
- Szűcs Judit – Kihajolni veszélyes (Pepita, SLPX 17732, 1982)
- Tolcsvay László – Várd ki az időt (Pepita, SLPM 17760, 1983)
- Apostol – Számtan (Favorit, SLPM 17829, 1984)
- Állatkerti Mulatságok (RTV, 88005, 1988)

### CD-k
- Koncz Zsuzsa – Ne veszítsd el a fejed (Emi, Quint  QUI 906042, 1993)

- Zorán – Az elmúlt 30 év (Polygram, 521521-2, 1993)
- Tolcsvay László – Kapcsolj át (Extraton, ST 001, 1993)
- Xantus Barbara – Barbara (Polygram Zebra, 529449-2, 1995)
- Zorán – Zorán Koncert (PolyGram, 533693-2, 1996)
- Tolcsvay László – Fehér zaj (Sony Music, COL 489255 2, 1997)
- Delhusa Gjon – Indián nyár (1997)
- T. Monográf – Tamagocsi (Hungaroton, HCD 37966, 1998)
- Koncz Zsuzsa – Duettek (Hungaroton, HCD 37928, 1998)
- Tolcsvay László – 12 Nő (Hungaroton, HCD 71100, 2002)
- Headline Band – Stúdiófelvétel (2005)
- Headline Band – Koncert (2007)

### Kislemezek
- Kovács Kati – Add már, uram, az esőt! / Aranyhídon mentem (Pepita, SP 70003, 1972)

- Juventus – Da da da, da da da / 24 óra (Pepita, SP 895, 1971)
- Juventus – Fesztivál '72 / Lenn a folyónál (Pepita, SP 70017 1972)
- Juventus – Aphrodite emlékére / Tedd azt, amit éppen szeretnél (Pepita, SP 920, 1972)
- Juventus – Kék égbolt / Egy pont a térben (Pepita, SP 925, 1972)
- Juventus – Oh, Bangla Desh / Akit felkapott a szél (Pepita, SP 957, 1972)
- Juventus – Lenn a folyónál (Pepita, SP 70017, 1972)
- Juventus – Jöjjetek velem (Pepita, SP 979, 1973)
- Juventus – Kapaszkodj (Pepita, SPS 70263, 1977)

### Musicalalbumok
- Rock Színház – Sztárcsinálók (Pepita, SLPX 17702, 1982)
- Rock Színház – Farkasok (Pepita SLPX 17758, 1983)
- Rock Színház – Krónikás (Bravó, SLPM 17904, 1985)
- Tolcsvay László, Tolcsvay Béla – Magyar Mise (BMHSZSZ, LPA 0001, 1987)
- Madách Színház – Doctor Herz (Hungaroton, SLPX 14096-97, 1988)
- Mária Evangéliuma (Hungaroton, SLPX 14198-99, 1991)
- Madách Színház – Isten Pénze (Records, 5997683710126 CD 012, 1995)

### Rádiófelvételek, egyéb
- Juventus – Összes felvétel (1971-1977)
- Hungária felvételek (1973-1974)
- Óceán együttes – Élő koncert (1975) (amatőr felvétel)
- Tolcsvay Béla & Trio (1980)
- Nyeső Mari – Ne várj csodát (1992)

## Együttesek, zenekarok
- 1966-1969 – Arthur együttes
- 1970 – Kárpátia együttes
- 1970 – Ferm együttes
- 1971 – Jam együttes
- 1971-1973,1975-1977 – Juventus együttes
- 1971-1973 – Kovács Kati Juventus együttes
- 1973-1974 – Hungária együttes
- 1974 – Atlantis együttes
- 1975 – Oceán együttes
- 1976-1978 – Tolcsvay Béla együttese
- 1978 – Scarabeus együttes (Syrius együttes)
- 1978-1980 – Kormorán együttes
- 1980 – Szivárvány együttes
- 1980-1982 – Illés zenekar
- 1981-1983 – Főnix együttes
- 1981-1985 – Rock színház zenekara
- 1982-1985 – Apostol együttes
- 1984-1986 – Nokedli zenekar
- 1981-1986 – Koós János zenekara
- 1982-1983 – Szűcs Judit zenekara
- 1986-1987 – Zalatnay Sarolta zenekara
- 1982 és 1987 – Delhusa Gjon zenekara
- 1981-1985 – Koncz Zsuzsa zenekara
- 1981-től a mai napig – Tolcsvay László zenekara
- 1987-1999 – Zorán zenekar, Presser Gábor
- 1997-1999 – T. Monográf együttes
- 1998-2005 – Pannonia Express együttes
- 2005-2009 – Headline Band
- 2005-2009 – Kovács Kati zenekara
- 2009-től a mai napig – NOcoMMent Elektro zenekar
- 1981-től a mai napig – Tolcsvay László zenekara

## Díjak, elismerések
- 1996: Aranylemez – Zorán – Zorán Koncert (PolyGram, 533693-2, 1996)
- 1993: Platinalemez – Zorán – Az elmúlt 30 év (Polygram, 521521-2, 1993)
- 1994: Arany Európa életműdíj

## Interjúk, médiamegjelenések
- 1998: Zorán – Kincsestár (YouTube)[2]
- 1999: T. MONOGRÁF koncert a Budapest Sportcsarnokban (YouTube)[3]
- 2008: Szörényi Levente – Innin és Dumuzi próba (YouTube)
- 2013: Legendás rockdobosok nosztalgiáztak Cikinél (blikk.hu)
- 2014: Elfelejtett dallamok (YouTube)
- 2016: Dobos legendák (kovacsics.hu)
- 2017: Legendás dobosok találkozója (ritmusdepo.hu) Archiválva 2020. augusztus 12-i dátummal a Wayback Machine-ben
- 2019: Legendás dobosok találkozója (ritmusdepo.hu) Archiválva 2020. szeptember 22-i dátummal a Wayback Machine-ben
- 2019: Egy falat kenyér és egy csipetnyi szó, B. Tóth László műsora (media13.hu, YouTube)
- 2020: Sztársáv, Várkonyi Attila műsora (Retro Rádió) 2020.04.16.
- Állatkerti mulatságok – szereplő (magyar zenefilm, 37 perc, 1986)